# 36.7℃明星听诊会
36.7℃明星听诊会是上海广播电视台都市频道（原娱乐频道）的一档娱乐节目。开始于2008年1月，目前每周五晚20:27首播。节目主题为健康养生的各种话题，在许多节目中会邀请嘉宾接受健康体检，通过“健康安全门”。最初由周瑾，林海主持，2010年中期以后由周瑾和陈国庆主持。是SMG的一档受本地观众欢迎，收视率高的节目，并曾短期在东方卫视播出。在上海以外地区，该节目亦在苏州广播电视总台社会经济频道、湖州广播电视总台文化娱乐频道播出。

## 播出时间
36.7℃明星听诊会自开播以后首播时间经历多次变化，但一直固定于周四晚。目前首播时间为每周五晚21:00。节目在随后一周中有多次重播。

## 节目模式和历史
36.7℃明星听诊会开播于2008年1月3日。初期由林海，周瑾主持。初期节目模式为邀请一位主要明星嘉宾参与健康体检，分享其养生心得，并根据其体检报告通过健康安全门，给出红黄绿灯。首期节目嘉宾为笑星龚仁龙。节目从2008年1月3日播出至2008年5月15日，之后停播了4个月，于2008年9月18日恢复播出至今。2010年中期以后，林海退出，笑星陈国庆接棒与周瑾共同主持。节目模式也逐年由纯粹经典明星体检模式，开始转变为更多样化的健康娱乐节目。节目轻松风趣的风格和海派的趣味使其受到本地观众的欢迎。
从2018年起，该节目相继开播特别节目，包括《等待你归来》和中医访谈节目《听·传人说》。